# 陳炳靖
陳炳靖（英語：Chen Ping Ching，1918年—2022年12月22日），中華民國空軍美籍志願大隊（俗稱「飛虎隊」）的中國籍戰鬥機飛行員。

## 生平經歷
1918年，陳炳靖出生於福建省莆田縣。
1937年 (19歲)，他獲得空軍軍官學校第12期取錄，並於南昌、成都、昆明、美國亞利桑那州多地接受訓練。
1943年 (25歲)，調到飛虎隊擔任少尉戰鬥機飛行員，其間多次與日軍作戰，曾擊落日軍戰機。
1946年 (28歲)，轉任國軍空軍第一大隊（空運大隊）參謀。
1948年 (30歲)，調至國民政府駐加拿大使館擔任見習武官。
1949年 (31歲)，至臺灣擔任國防部職務。
1957年 (39歲)，出任中華民國駐菲律賓使館武官。
1959年 (41歲)，以空軍中校軍階退役，後與妻子到香港定居，並從事貿易活動。
2022年，陳炳靖在香港病逝，享年105歲。

## 相關報導
- 曾擊落十多架日軍戰機　最後一位華籍飛虎隊員陳炳靖在港染疫離世 | HK01 （页面存档备份，存于）
- 最後一位華人飛虎隊員陳炳靖 染疫在港病逝享壽105歲 | 頭條日報 （页面存档备份，存于）
- 與抗日戰士AI對話：陳炳靖 （页面存档备份，存于）